# Skorenovac
Skorenovac (serbisch-kyrillisch Скореновац; deutsch: Skorenowatz; ungarisch Székelykeve) ist ein Dorf in der Opština Kovin in der nordserbischen Provinz Vojvodina.

## Geographie
Die nächsten größeren Orte sind Kovin (ca. 6 km), Smederevo (ca. 17 km), Pančevo (ca. 30 km) und Belgrad (ca. 46 km).

## Geschichte

### Allgemeine Geschichte

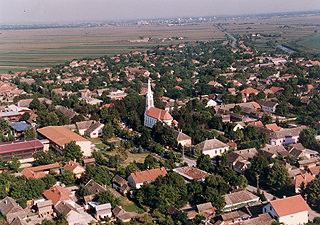
Skorenovac

Bis 1887 bestand ein südwestlich von Pločica unmittelbar an der Donau gelegenes Dorf namens Djurdjevo bzw. Đurđevo (ungarisch: Gyurgyova) als eigenständige Gemeinde. 1869 wohnten dort 396 Menschen. Im Jahr 1880 hatte das Dorf 66 Häuser und 298 Einwohner. 1882 kamen die ersten ungarischen Szekler in das Dorf. Im Jahr 1887 wurde die Bevölkerung des Dorfes in das heutige Skorenovac und Ivanovo umgesiedelt. Grund für die Umsiedlung war eine verheerende Überschwemmung mit nahezu völliger Zerstörung des Dorfes. Auf den Karten der Franzisko-Josephinischen Landesaufnahme wurde das Dorf Djurdjevo bzw. Đurđevo genannt.
Das Dorf Skorenovac, zu jener Zeit Székelykeve genannt, wurde 1887 zur Zeit von Franz Joseph I. gegründet. In der Zeit der Dorfansiedlung befand sich das Gebiet im Komitat Temes des Königreichs Ungarn. Im Jahr 1890 hatte Skorenovac 531 Häuser und 1910 hatte es 685 Häuser.  Die Mehrheit der ursprünglichen Siedler waren Szekler, welche aus der Bukowina kamen. Und auch mehrere deutsche Familien aus Plandište und Pločica sowie einige bulgarische Familien aus Dudeștii Vechi siedelten sich im gleichen Zeitraum in Skorenovac an. Seit 1918 gehörte das Dorf zum neu gebildeten Königreich der Serben, Kroaten und Slowenen, das 1929 in Königreich Jugoslawien umbenannt wurde.

### Historische Namen des Dorfes und der Gegend
Historische Namen der Gegend:
- Zkorenovetz Terra (1412)
- Zkorenocz Puszta
- Villa Regalis (1428)

Historische Namen des Dorfes:
- Székelykeve (1886–1922)
- Skorenovac (seit 1922)

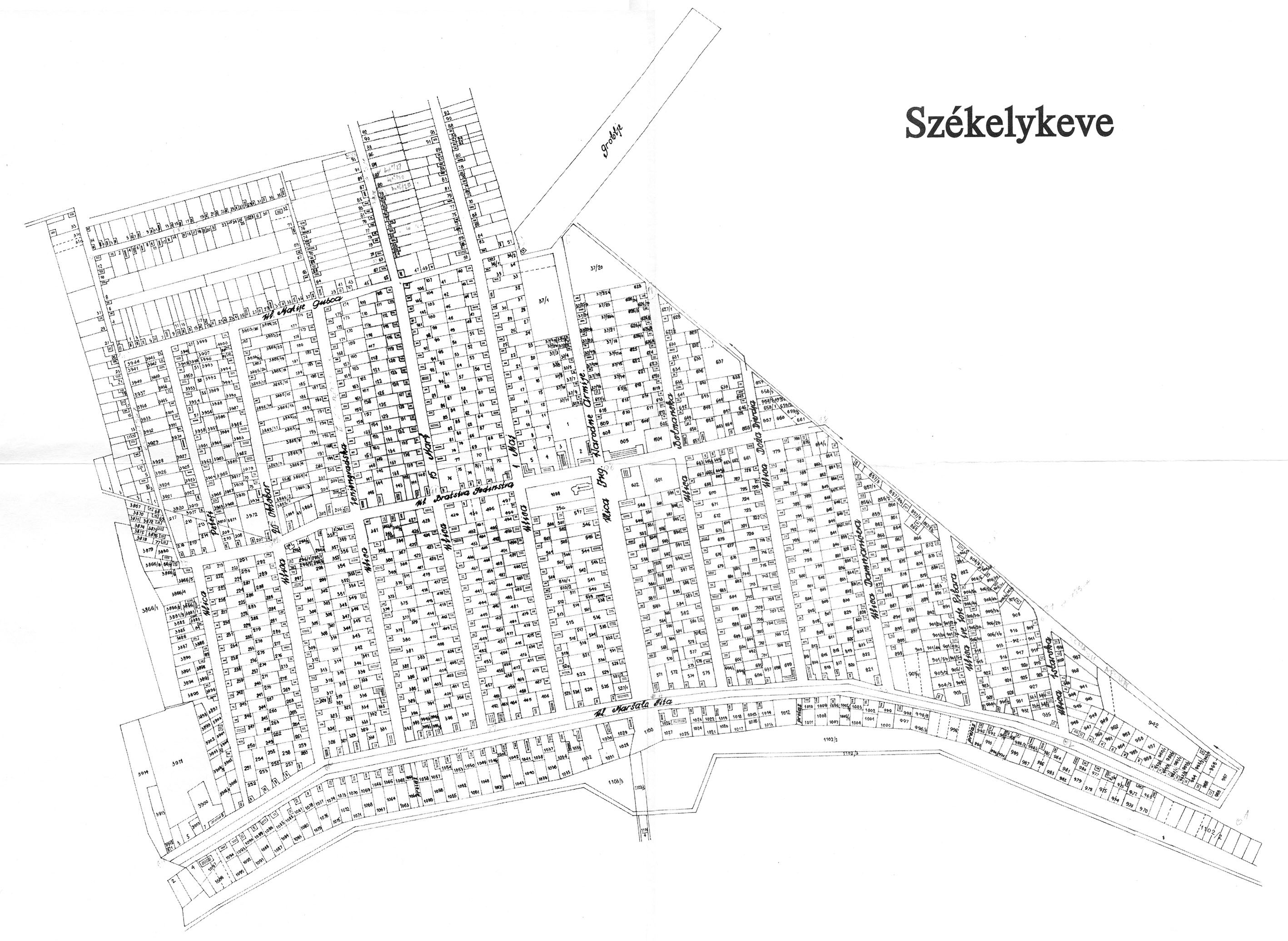
Standardkarte von Skorenovac

- Skorenowatz (veraltet im Deutschen)

### Wirtschaft, Religion und Schulpan
Im Jahr 1885 kam der erste dauerhafte Lehrer ins Dorf Gyurgyova und 1886 nach Skorenovac. Sein Name war János Mischel. 1886 war der erste Richter und Bürgermeister von Skorenovac Ágoston Kollár (1886–1890).
Im  Jahr 1889 wurde der Bau der Schule beendet. Die Lehrer in der Schule waren: Johan Steiner (Schulleiter und Lehrer), János Mischel (Lehrer), Ottlilia Müller (Lehrerin) und Etelka Somogyi (Lehrer). Im Schuljahr 1905/1906 hatte die Schule 561 Schüler. Die Grundschule ging in dieser Zeit bis zur 6. Klasse. Die Mitglieder der Schulbehörde in den 1930er-Jahren waren Imre Lászlo, Mihály Feher, Francz Wintergerst, Bóna Boszilkov, József Medgyessy und András Varga.
Am 18. Dezember 1892 wurde eine Kirche (römisch-katholisch) errichtet. Der erste Pfarrer war Ferenc Deleme (1892–1898). Am 25. November 1894 wurde der Bauern-Gläubiger-Verband gegründet; er hatte 71 Mitglieder; Präsident war Fr. Ferenc Deleme.
Am 6. Oktober 1895 erfolgte die Gründung einer Bibliothek, die 50 Mitglieder hatte. Präsident war Ferenc Deleme, obwohl János Hajagos der Bibliothekar war. Im Jahr 1898 war der erste Arzt im Dorf Dr. József Klein. Ein Jahr später, 1899, wurde die Freiwillige Feuerwehr gegründet; dessen Präsident war Kirchgäsner Johan und der Brandmeister war Johan Mischel. Die Feuerwehr hatte 60 Mitglieder. Ein weiteres Jahr später, 1900, kam Dr. Edét Urbanek, der erste beständige Arzt, im Dorf an.
Im Jahr 1906 wurde der Jägerbund mit 14 Mitgliedern ins Leben gerufen. Gründer waren Gyula Szabatka und Dezsö Töry. 1912 erfolgte die Eröffnung der ersten motorisierten Großen Mühle, Besitzer war Katalin Rüger. Die Mühle lief bis in die Mitte der 1970er-Jahre, als sie geschlossen wurde. Am 27. April 1913 wurde die Gemeinschaft des Verbraucherbundes gegründet. Präsident war Wikel Aladár und der Bund hatte 128 Mitglieder. Im selben Jahr öffnete ein Gütergeschäft.
Im Jahr 1924 begann das Rote Kreuz mit humanitärer Arbeit, aber die offizielle Gründung der Organisation war 1931. Die Organisation hatte 57 Mitglieder; ihr Präsident war Dr. Imre László. 1925 wurde der Kulturbund (ung.: Kultúrszövetség) gegründet. Bis 1948 war er als KUD Petofi Sándor bekannt. 1932 erfolgte die Gründung des Handwerkerbundes mit Bircsák András, ein Schuster, als Präsident.
Am 14. Juni 1932 wurde der Fußball-Club Kék Duna (serbokroatisch Plavi Dunav) gegründet. Präsident war Milivoj Durkin und Vize-Präsident Dr. Imre László. Spieler waren: Antal Fazekas, János Szirák, Stanko Erdeljan, József Borsós, János Brasnyó, József Boszilkov, Hubert Pubi, István Kiss, Imre Galac, Tamás Jung, Dezsö Kovacevic, István Urbán, Imre Komáromi, János Migléci, Mile Perić, Duro Stanisavljević und Slavko Ivkov.

## Bevölkerung und ethnische Gruppen

### Tabelle 1
| 1910 | 4541 | Ungarn | 73,31 % | Deutsche | 11,94 % | Bulgaren   | 9,69 % | Slowaken   | 2,53 % | Serben   | 1,26 % |
| 1921 | 4195 | Ungarn | 81,83 % | Bulgaren | 10,27 % | Deutsche   | 7,34 % | Serben     | 0,36 % | Slowaken | 0,05 % |
| 1948 | 4465 | Ungarn | 84,46 % | Bulgaren | 11,22 % | Serben     | 3,18 % | Deutsche   | 0,70 % | Slowaken | 0,05 % |
| 1991 | 3213 | Ungarn | 80,36 % | Serben   | 9,40 %  | Jugoslawen | 3,36 % | Bulgaren   | 2,53 % | Deutsche | 0,15 % |
| 2002 | 2501 | Ungarn | 86,71 % | Serben   | 5,47 %  | Bulgaren   | 2,99 % | Jugoslawen | 1,04 % | Deutsche | 0,07 % |

### Tabelle 2
| Jahr      | 1869 | 1875 | 1880 | 1900 | 1910 | 1915 | 1921 | 1931 | 1936 |
| Einwohner | 396  | N.D. | 298  | 3399 | 4541 | 4486 | 4195 | 4099 | 4366 |
| Haushalte | N.D. | 265  | N.D. | 664  | 853  | N.D. | 847  | 927  | N.D. |
| Jahr      | 1939 | 1942 | 1948 | 1953 | 1961 | 1971 | 1981 | 1991 | 2002 |
| Einwohner | 4271 | 4464 | 4465 | 4403 | 4306 | 4021 | 3731 | 3213 | 2501 |
| Haushalte | N.D. | 1020 | 1069 | 1105 | 1143 | 1119 | 1328 | 1086 | N.D. |

## Herkunft der Székely-Siedler

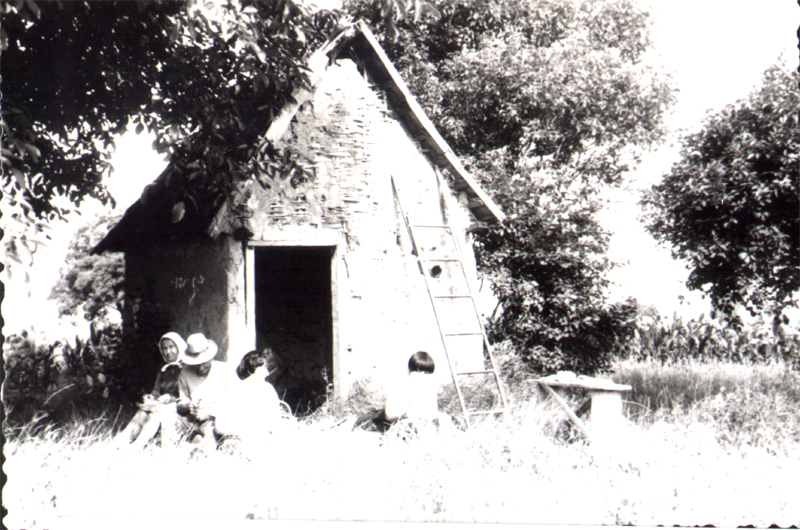
Weinberg, Skorenovac

Die Namen der Dörfer in der Bukowina, von wo die Székely-Siedler kamen, sind (in Ungarn mit ihrer rumänischen Äquivalenz): Istensegits (rum.: Țibeni), Fogadjisten (rum.: Iacobești), Hadikfalva (rum.: Dornești), Józseffalva (rum.: Vornicenii Mici) und Andrásfalva (rum.: Măneuți). Die Dörfer gehören heute zum rumänischen Kreis Suceava; die nächstgrößeren Orte sind Rădăuți und Botoșani.
Die Szekler, welche sich in Skorenovac, Ivanovo und Vojlovica ansiedelten, waren ursprünglich vom Dorf Madéfalva (rum: Siculeni) im Bezirk von Csik (Harghita), (Siebenbürgen), heute in Rumänien.

## Berühmte Dorfbewohner
Zoltán Dani, der ethnisch ungarische Befehlshaber einer serbischen Fliegerabwehrbatterie, welcher eine getarnte United States Air Force F-117 vom Typ Nighthawk abgeschossen hat, die einzige F-117, die jemals in einem Gefecht verloren ging.

## Bildergalerie

### Abbildung des Dorfes

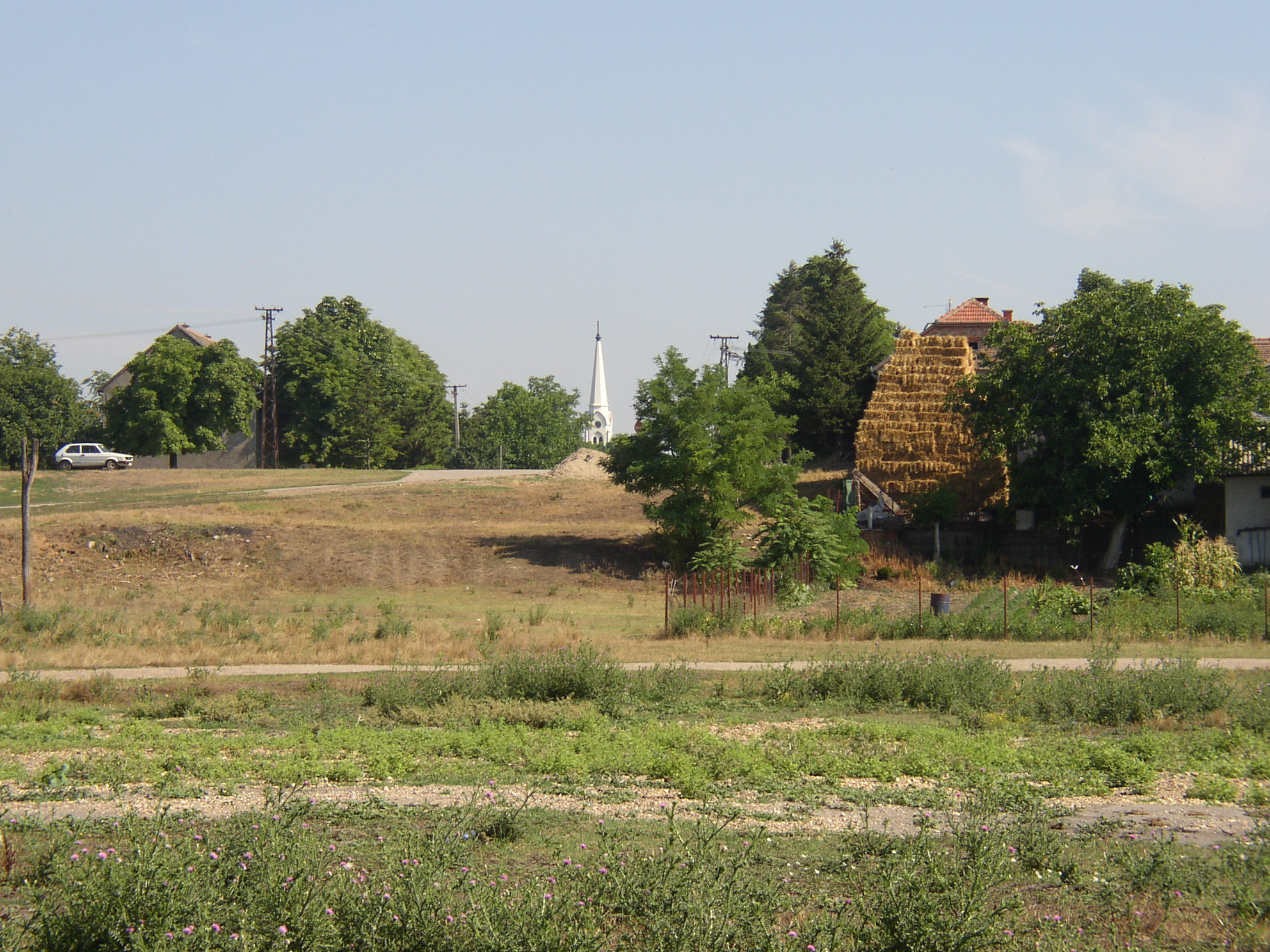
Bild von Skorenovac
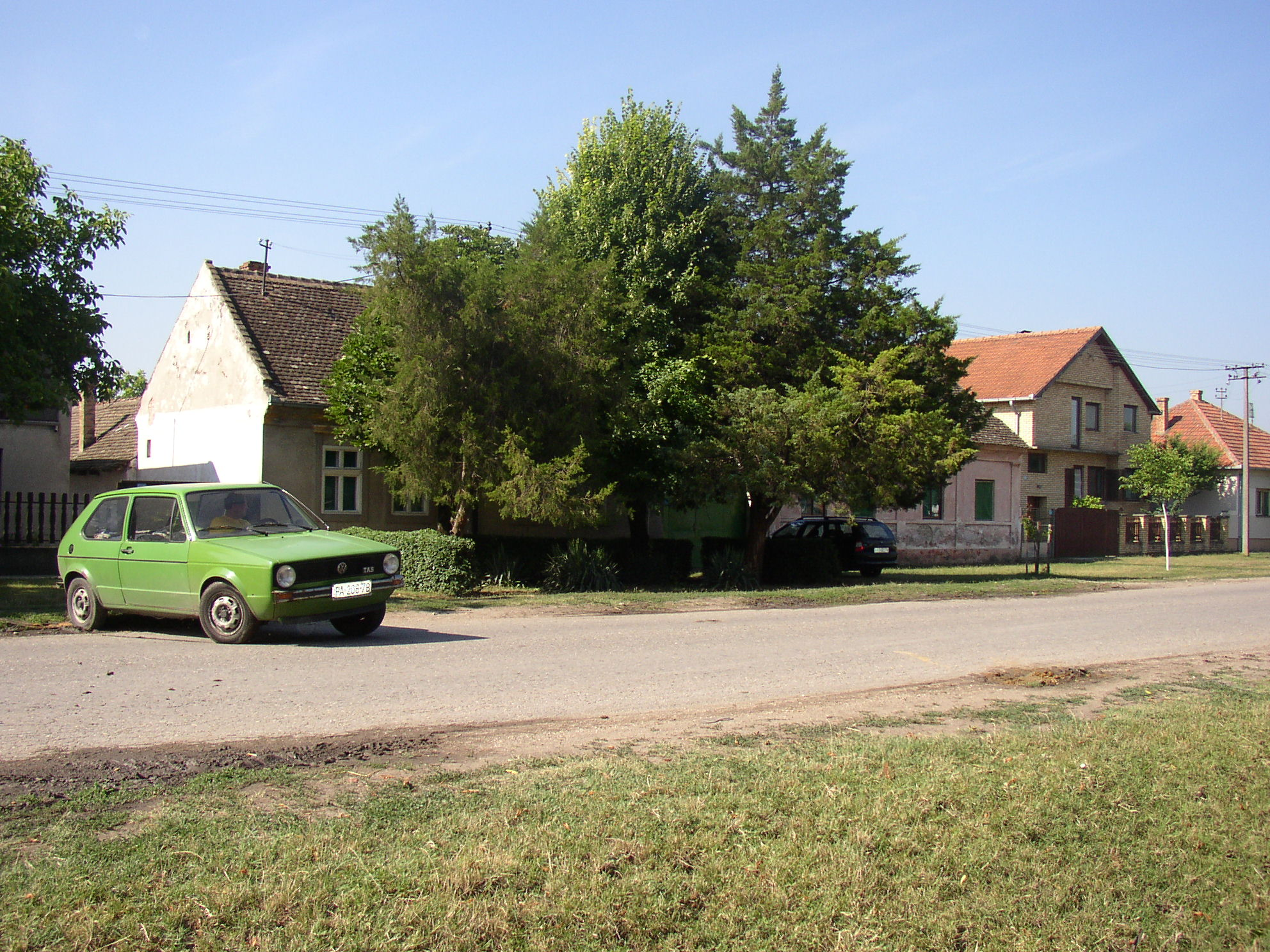
Detail von der Hauptstraße in Skorenovac
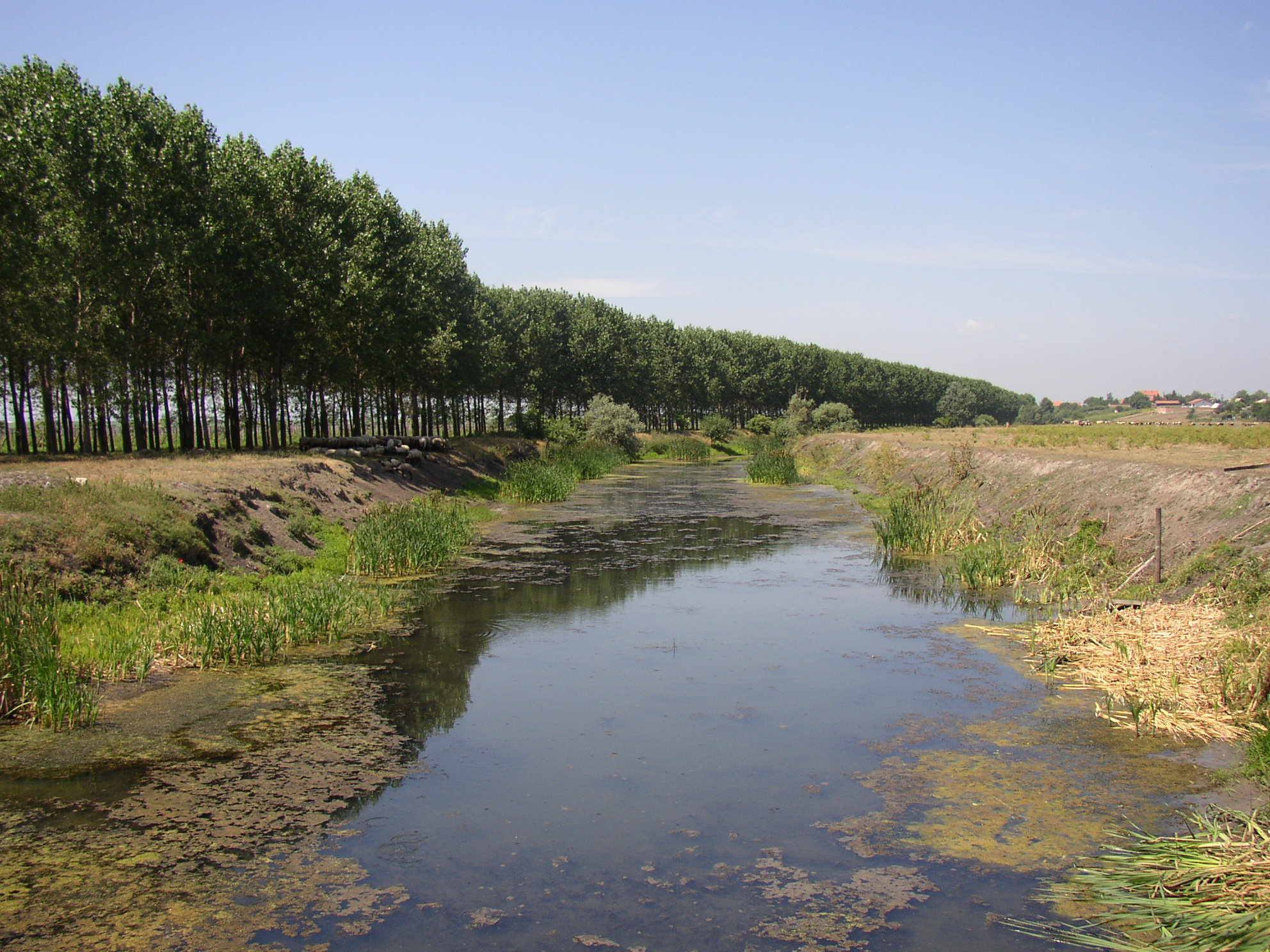
DTD Führung nahe Skorenovac
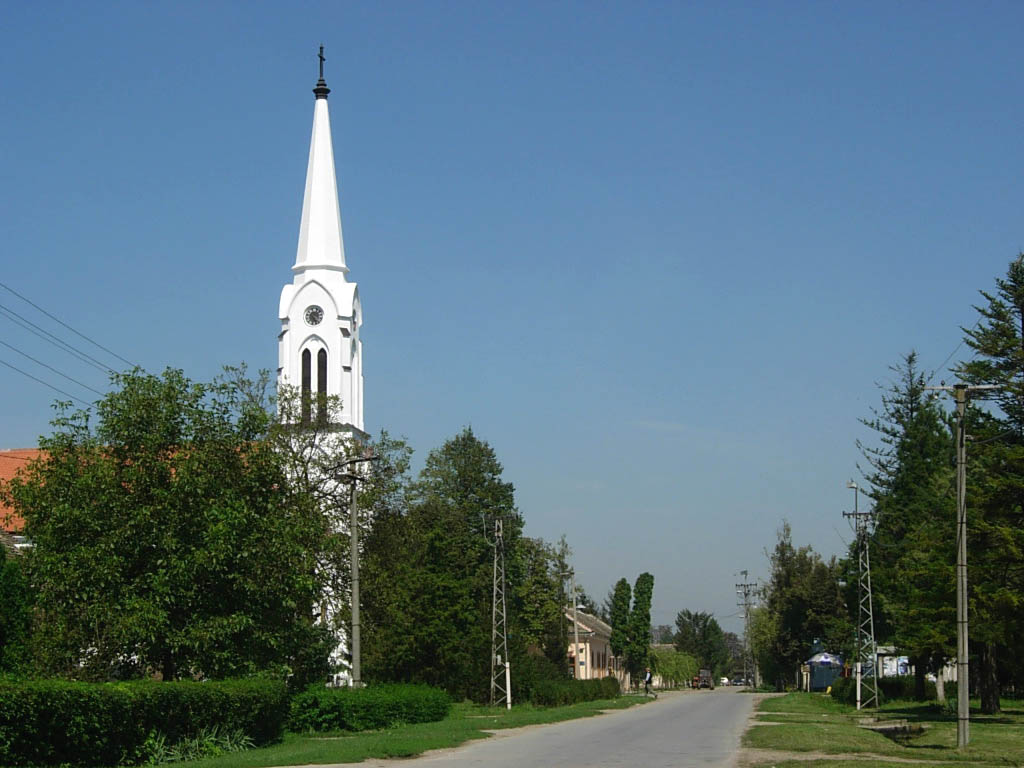
Der Heiliger Stephan König Katholische Kirche

### Verschiedene Bilder vom traditionellen Alltagsleben

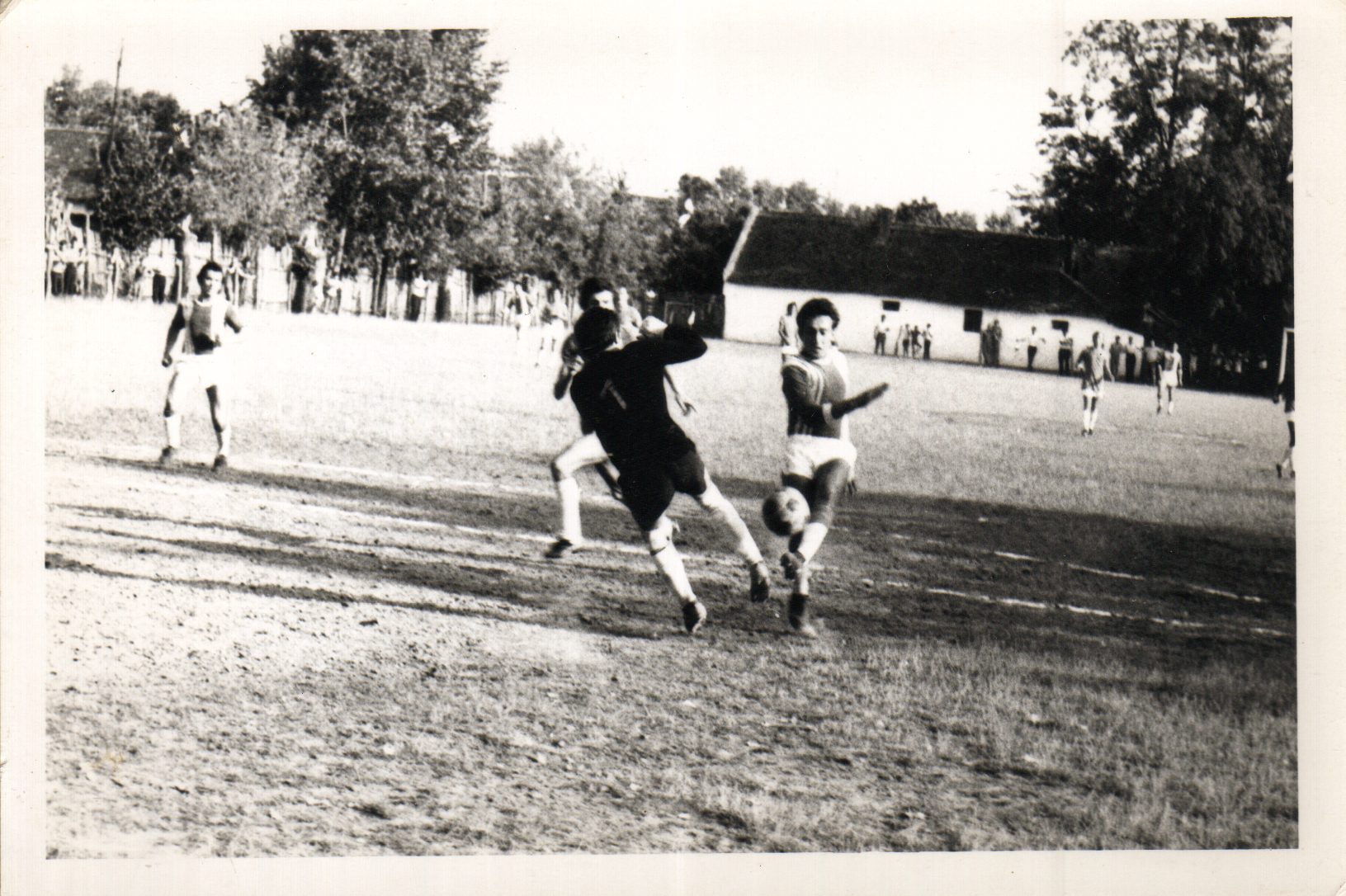
Ausschnitt von einem Spiel auf dem alten Fußballplatz in den 70ern
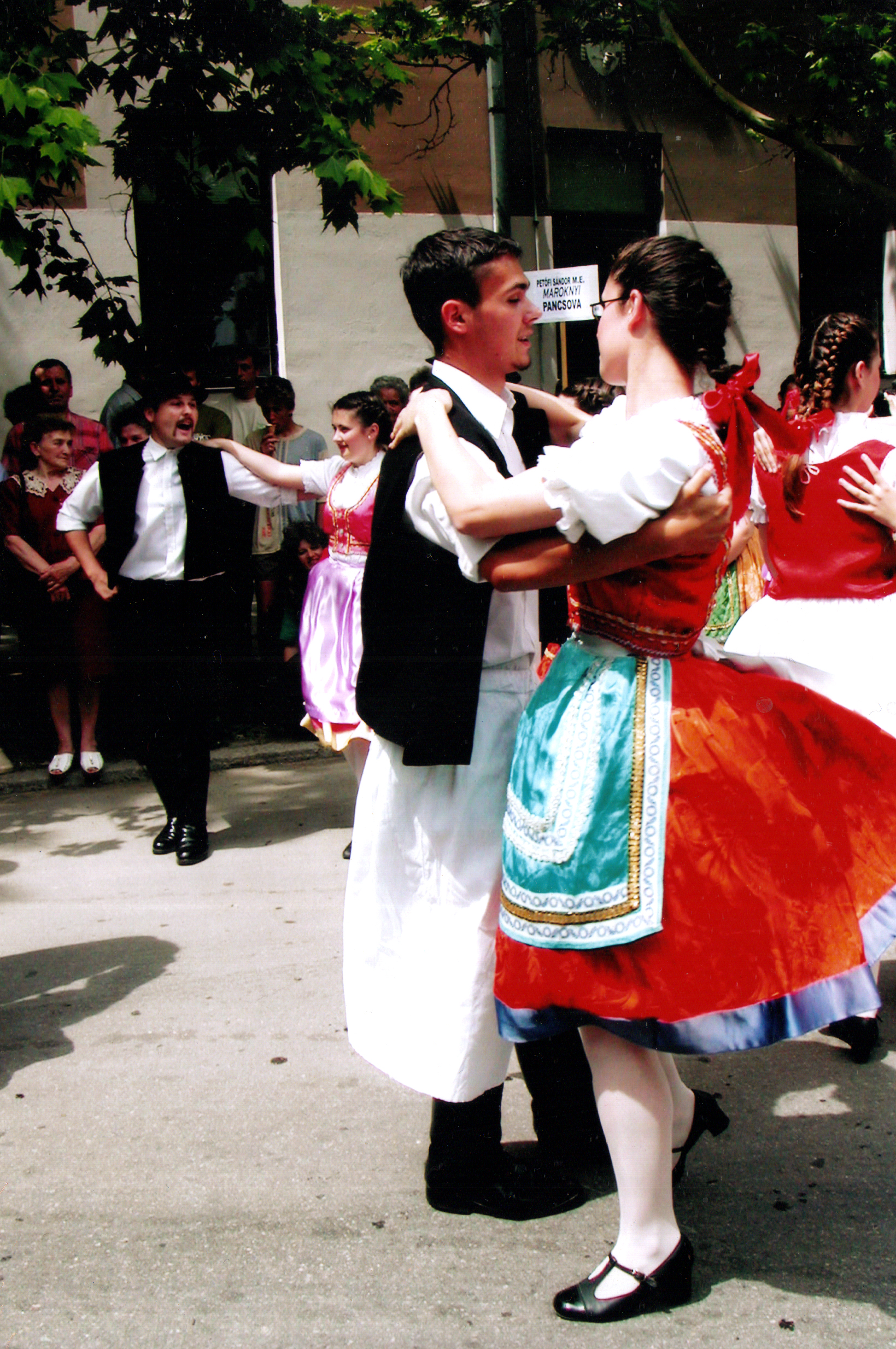
Csárdás
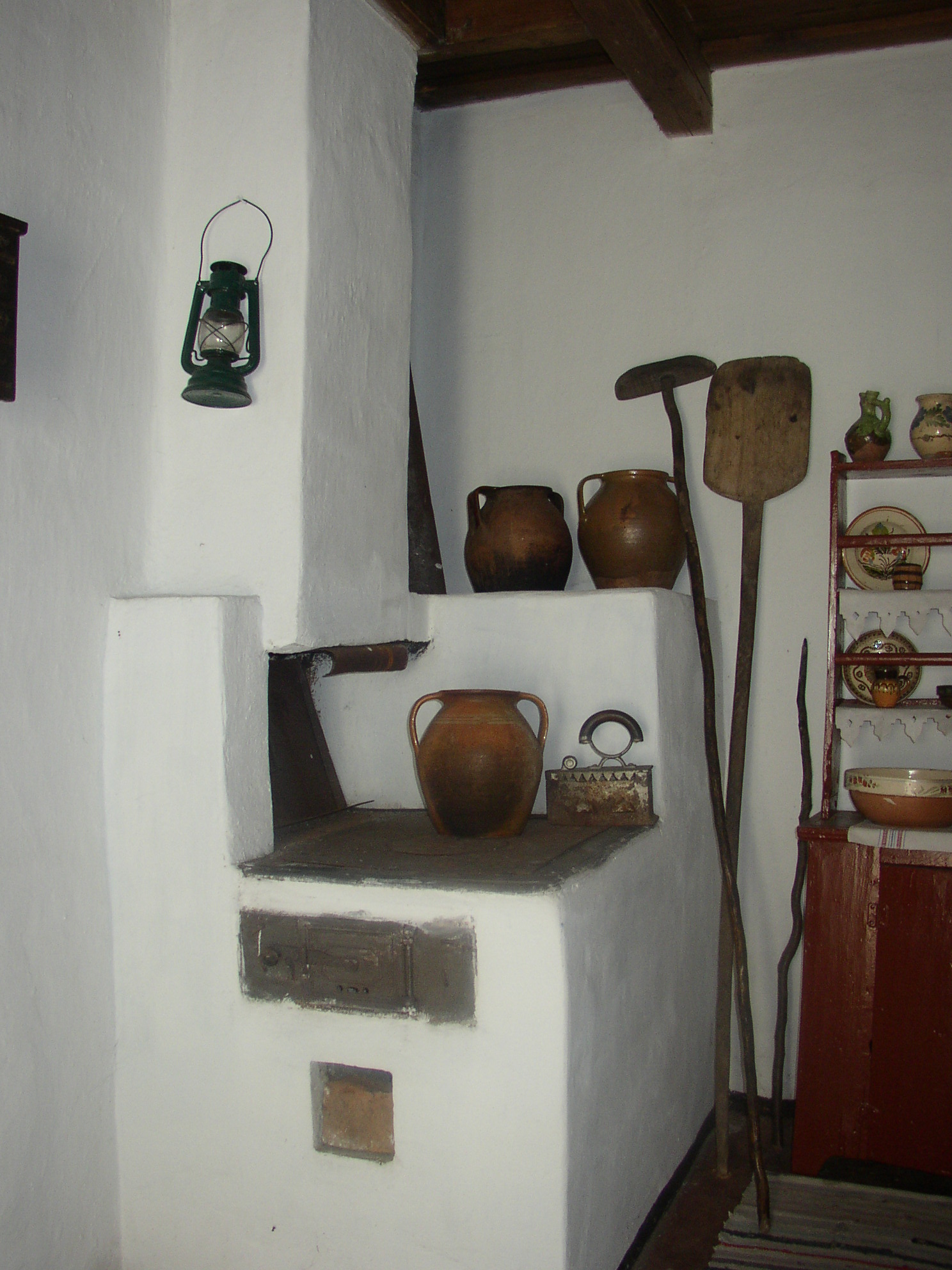
Küche
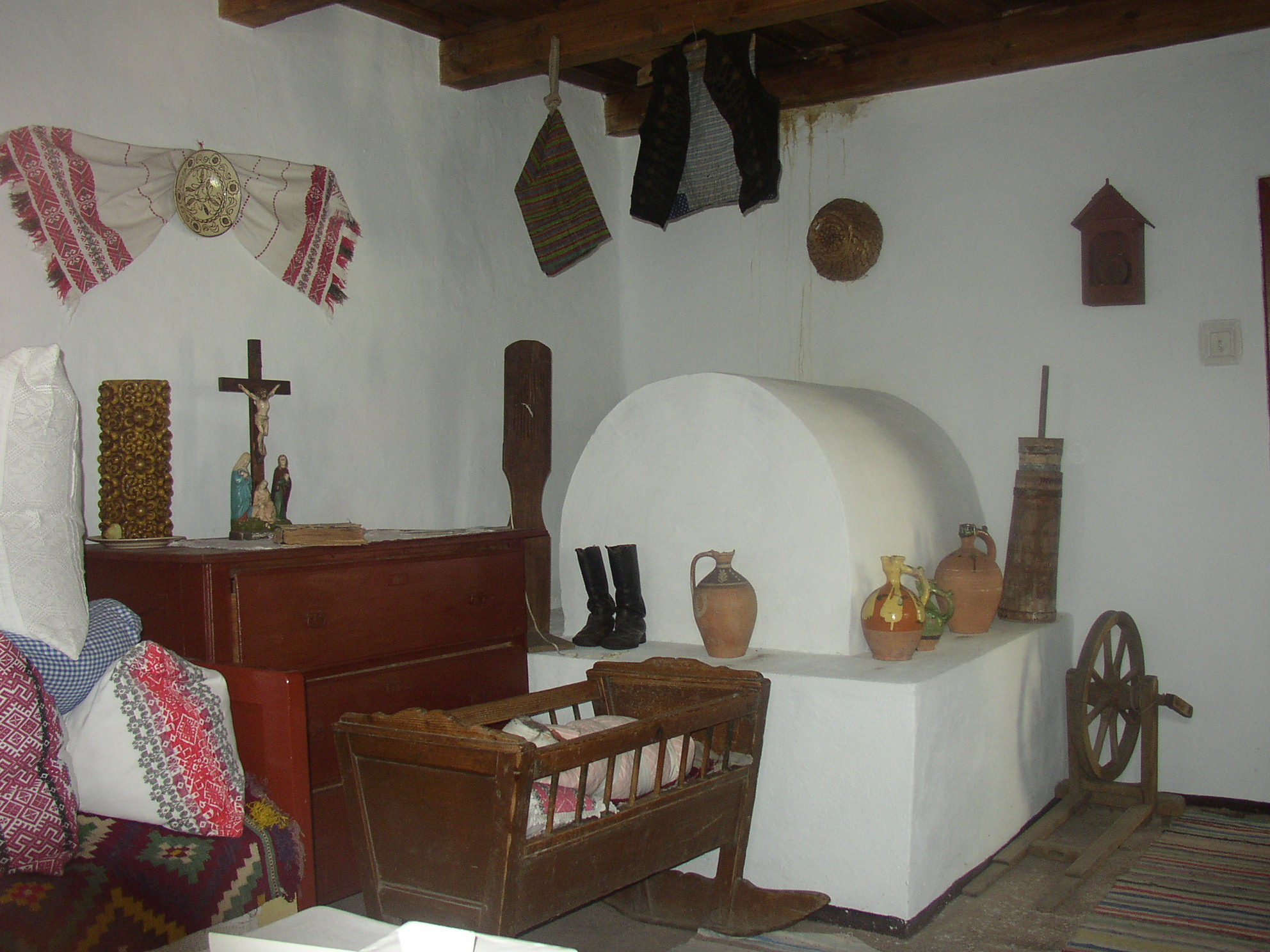
Wohnzimmer